# Cuota de importación
Una cuota de importación es un tipo de restricción al comercio que establece un límite físico sobre la cantidad de un bien que se puede importar a un país en un período de tiempo determinado.
Las cuotas, al igual que otras restricciones comerciales, se usan generalmente para beneficiar a los productores de un bien en esa economía.